# Filanto (hijo de Antíoco)
Filanto o Filante (en griego antiguo: Φύλας, Phýlās o Filas) es un personaje de la mitología griega, hijo de Antíoco, que a su vez era hijo de Heracles.

## Mitología
Nieto del primer Filanto, rey de los dríopes, tuvo con su esposa Leipefilene (hija de Yolao y Megara) los hijos: Hípotes y Tero, siendo ésta seducida por Apolo y de su unión, nació Querón, héroe epónimo de Queronea.